# Jacqueline Pigeot
Pour les articles homonymes, voir Pigeot.
 (juin 2017).
Jacqueline Pigeot, née  le 16 mai 1939 à Orléans, est une japonologue française, spécialiste de la littérature et de la civilisation du Japon médiéval, notamment de la poétique de l’itinéraire et de la place des femmes dans le Japon ancien.

## Biographie
Ancienne élève de l'École normale supérieure de jeunes filles (promotion 1960), agrégée de lettres classiques (1963), Jacqueline Pigeot est diplômée de l’École nationale des Langues Orientales Vivantes (japonais), pensionnaire de la Maison franco-japonaise de février 1967 à septembre 1970 et docteur ès Lettres (Lettres classiques).
Elle a été successivement assistante (1970), maître-assistante (1974), maître de conférences, puis professeur (1981) à l’Université Paris-Diderot jusqu'à sa retraite en 1999 et a dirigé l'UFR LCAO (1984-1988).
Depuis 2000, elle anime au Centre de Recherches sur les Civilisations d'Asie Orientale (CRCAO) un groupe de traduction et d'études de la littérature classique japonaise (Groupe Koten). 
Un hommage a été rendu à Jacqueline Pigeot par ses collègues et ses disciples avec la publication d'un volume de mélanges intitulé Rameaux noués, Hommages offerts à Jacqueline Pigeot, Bibliothèque de l’Institut des Hautes Études Japonaises, Collège de France / Institut des Hautes Études Japonaises, 2013.  
Dans l'étude intitulée "Variété et unité de l'œuvre de Jacqueline Pigeot" que lui a consacrée dans ce recueil l'historienne Francine Hérail, cette dernière énumère les trois thèmes principaux des recherches de Jacqueline Pigeot : la poésie waka, le voyage et en particulier le "chant d'itinéraire" (michiyukibun 道行文) auquel Jacqueline Pigeot a consacré sa thèse de doctorat et dont elle a montré la place centrale dans la tradition littéraire japonaise, et enfin, les femmes du Japon ancien. Francine Hérail souligne la diversité, mais aussi la "remarquable unité" de l'œuvre de Jacqueline Pigeot, "chacun des thèmes traités ayant des échos dans les deux autres", et en  résume ainsi les grands traits: "vaste érudition, précision dans l'utilisation du vocabulaire spécialisé toujours défini, justesse des analyses, mesure, sûre critique des théories faciles, absence de pédantisme, sensibilité contenue, discrètes allusions à d'autres littératures que la japonaise, langue élégante et vive".
À propos du principal ouvrage de Jacqueline Pigeot Michiyuki-bun : Poétique de l’itinéraire dans la littérature du Japon ancien, Sylvie Brosseau a écrit : "Cette stimulante étude littéraire part en quête de la genèse d’un genre, le michiyuki-bun 道行文, forme de relation d’itinéraire, et analyse l’élaboration d’un langage poétique. Sa lecture enrichit amplement les connaissances dans les champs de la perception et de la conception du territoire, des sites, des paysages. Ces approches utiles à l’étude de la spatialité au Japon confirment l’importance des recherches sur la littérature classique pour une meilleure et plus juste compréhension de la culture japonaise". 
Jacqueline Pigeot est récipiendaire du Prix Yamagata Bantō (ja) 1988 du département d'Osaka pour son ouvrage Michiyukibun : Poétique de l'itinéraire dans la littérature du Japon ancien et l'ensemble de son œuvre et du prix Konishi de traduction littéraire 2016 (小西財団日仏翻訳文学賞) pour la traduction des Récits de l’éveil du cœur de Kamo no Chōmei, Le Bruit du temps, 2014,.

## Publications
- Histoire de Yokobue (Yokobue no sōshi : étude sur les récits de l’époque Muromachi), Bulletin de la Maison franco-japonaise, IX-2/PUF, 1972.
- Michiyuki-bun : Poétique de l’itinéraire dans la littérature du Japon ancien, Maisonneuve et Larose, 1982 ; édition revue et corrigée, Paris, Collège de France/Institut des Hautes Études Japonaises, 2009.
- « La liste éclatée : tradition de la liste hétérogène dans la littérature japonaise ancienne », dans Extrême-Orient, Extrême-Occident, 1990, vol. 12, no 12, p. 118.
- La littérature japonaise, en collaboration avec Jean-Jacques TSCHUDIN, Paris, PUF, coll. Que sais-je ?, 1983, rééd. 1995. Traduit en italien et en espagnol.
- Nara ehon-shū : Paribon, édition commentée de sept récits japonais, en collaboration avec KOSUGI Keiko, Tokyo, Koten bunko, 1995.
- Yokobue, Suzuriwari, édition de deux manuscrits de la Bibliothèque Nationale, en collaboration avec KOSUGI Keiko, Tokyo, Koten bunko.
- Voyages en d’autres mondes : récits japonais du XVIe siècle, traduits et commentés par Jacqueline PIGEOT et Keiko KOSUGI avec la collaboration de Akihiro SATAKE, Arles, Philippe Picquier/Paris, Bibliothèque Nationale
- Le chrysanthème solitaire : édition du manuscrit Smith-Lesouëf japonais 96, introduction et traduction par Jacqueline PIGEOT et Keiko KOSUGI, Bibliothèque Nationale, 1984.
- Questions de poétique japonaise, Presses universitaires de France, coll. "Orientales", 1997.
- Mono-zukushi : Nihon-teki retorikku no dentō (La rhétorique de l’énumération dans la tradition japonaise), traduit par FUKUI Sumi et TERADA Sumie, Tôkyô, Heibonsha, 1997.
- Manuel de japonais classique : initiation au bungo, Paris, L’Asiathèque, 1998, 179 p. ; 2e éd. revue 2004 ; 3e éd. revue, 2012.
- Anonyme japonais, Voyage dans les provinces de l’Est [traduction annotée du Tōkan kikō], Le Promeneur/Gallimard, 1999.
- Histoire d’un pet : la déconfiture de Fukutomi [Fukutomi sôshi], traduit du japonais et présenté par Jacqueline PIGEOT et Keiko KOSUGI avec la collaboration de Akihiro SATAKE, Arles, Philippe Picquier, 2002.
- Mémoires d’une Éphémère (945-974), par la mère de Fujiwara no Michitsuna, traduction et commentaire de Jacqueline Pigeot,  Bibliothèque de l’Institut des Hautes Études Japonaises, Collège de France / Institut des Hautes Études Japonaises, 2006[7]..
- "Une figure de la mélancolie au Japon : la femme qui attend", dans Essaim, no 20, 2018/1, p. 101-114.
- Femmes galantes, femmes artistes dans le Japon ancien, XIe – XIIIe siècle, Paris, Gallimard, coll. Bibliothèque des Histoires, 2003. Traduit en bulgare aux éditions AGATA-A, 2011[8],[9].
- Récits de l’éveil du cœur de Kamo no Chōmei, traduction de Jacqueline Pigeot, Le Bruit du temps, 2014.
- L'Âge d'or de la prose féminine au Japon (Xe – XIe siècle), Les Belles lettres, 2017

### Avec le Groupe Koten
- Regards critiques : quatre réflexions sur la littérature classique dans le Japon des XVIIe – XVIIIe siècles, Collège de France/Institut des Hautes Études Japonaises, 2009.
- Notes sans titre : propos sur les poètes et la poésie par Kamo no Chōmei, Le Bruit du temps, 2010[10].
- En longeant la mer de Kyōto à Kamakura, Le Bruit du temps, 2019.